# Nicole Lyn
Pour les articles homonymes, voir Nicole et Lyn.
Nicole Lyn est une actrice canadienne née le 24 février 1978 à Brampton en Ontario au Canada. 

## Biographie

### Vie privée
Elle a épousé l’acteur Dulé Hill le 10 juillet 2004. Ils divorcent en 2012.

## Filmographie
- 1987 : Meet Julie (TV) : Julie (voix)
- 1988 : Ramona (série TV) : Susan
- 1990 : On Thin Ice: The Tai Babilonia Story (TV) : Young Tai
- 1991 : Eric's World (série TV) : Prue
- 1997 : Student Bodies ("Student Bodies") (série TV) : Emily Roberts
- 1999 : Sydney Fox_Saison 1 Episode 3 "La bouche diabolique" : La jeune nonne
- 2000 : L'Élue (Bless the Child) : New Dawn Kid
- 2001 : Le Prix de la perfection (Dying to Dance) (TV) : Torri
- 2001 : Feast of All Saints (TV) : Marie Ste. Marie
- 2003 : Débarrasse-nous d'Éva (Deliver Us from Eva) : Margaritte
- 2005 : The Numbers : Anna
- 2008 : The L Word : Vanessa (saison 5 épisode 12 : Loyauté et Fidélité)
- 2013 : Miss Dial
- 2018 : Love Jacked : Naomi

## Voix françaises
- Dorothée Jemma dans Les racines du destin (2001)